# Palaunški jezici
Palaung jezici (privatni kod: palc); palaunški jezici), skupina sjevernih mon-khmerskih jezika raširenih po Burmi, Tajlandu, Laosu i Kini. Obuhvaća ukupno 22 jezika podijeljenih u nekoliko užih podskupina, istočnu i zapadnu, i malenu wajsku s jezikom awa [vwa].
a. Zapadni  (6), u ethnologue (15) označena je kao istočna:
a1. Danau (1) Burma: danau.
a2. Palaung jezici (vlastiti) (3) Burma: palaung (pale, shwe,  rumai),
a3. Riang (2) Burma: riang, yinchia.
b. Istočni (15), u ethnologue (15) označena je kao zapadna:
b1. Angku jezici (8): hu, kiorr, kon keu, man met, mok, samtao, tai loi, u (zove se i puman),
b2. Lamet (2)  Laos: con, lamet.
b3. Wa (5):
a. Bulang jezici (1) Kina: blang.
b. Lawa jezici (2) Kina, Tajland: mae hong son lawa (zapadni lawa) i bo luang lawa (istočni lawa),
c. Wa (2) Burma: parauk, vo wa.
c. Wajski (1): awa

## Vanjske poveznice
- Ethnologue (14th)
- Ethnologue (15th)